# Basilius Senger
Basilius Senger OSB (* 7. April 1920 in Hannover; † 22. Februar 1990) war ein deutscher Theologe.

## Leben
Nach der Profess 1940 in der Abtei Gerleve studierte er Theologie in Beuron. Nach der Priesterweihe 1948 studierte er Geschichte, Kirchengeschichte und Kunstgeschichte in Münster und Bonn. Nach der Promotion zum Dr. phil. 1955 in Bonn war er Leiter der Jugendbildungsstätte Gerleve. Ab 1973 war er Leiter der Fachstelle Gottesdienst und des Referates Liturgie und Geistlicher Beirat der Gruppe Buch und Büchereien und Sekretär der Emmerick-Kommission.

## Schriften (Auswahl)
- Kreuzweg. Eine Andacht für die Gemeinde. Kevelaer 1994, ISBN 3-7666-8864-2.
- Liudger. Leben und Werk. Münster 1996, ISBN 3-7923-0510-0.
- 200 Gebete für Dein Kind. Eltern beten mit ihren Kindern. Nettetal 1996, ISBN 3-8050-0371-4.
- St. Benedikt. Leben, Bedeutung, Sendung, Auftrag. Beuron 2010, ISBN 978-3-87071-218-1.